# Lasiopodomys brandtii
Lasiopodomys brandtii е вид бозайник от семейство Хомякови (Cricetidae).

## Разпространение
Видът е разпространен в Китай, Монголия и Русия.